# William Lawson

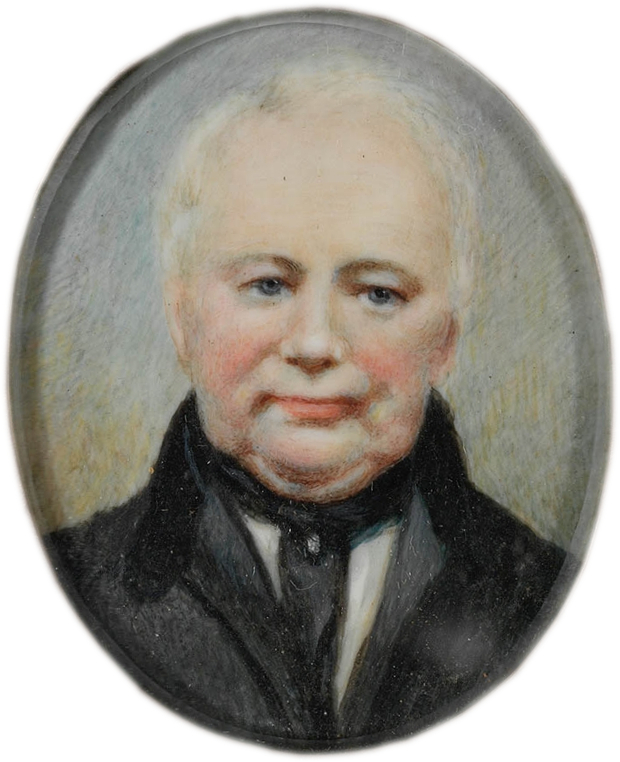
William Lawson um 1840 (Wasserfarbe auf Elfenbein)

William Lawson (* 2. Juni 1774 in Finchley, Middlesex in England; † 16. Juni 1850 in Parramatta in New South Wales in Australien) war ein Entdeckungsreisender, Siedler und Leutnant der britischen Kolonialarmee. Teilweise wird er in Australien aufgrund seiner Qualifikation für den eigentlichen Führer der historischen Entdeckungsreise im Jahre 1813 durch die Blue Mountains gehalten.

## Frühes Leben
Lawson war ein Kind schottischer Eltern und lebte in Kirkpatrick, ging in London zur Schule und wurde im Juni 1799 Mitglied des New South Wales Corps. Sydney erreichte er im November 1800 und wurde bald darauf zur Garnison auf die Norfolk Island abkommandiert, wo er Sarah Leadbeater heiratete. 1806 kam er zurück, wurde zum Leutnant ernannt und diente als Kommandant von Newcastle (Australien) bis zum Jahr 1809. Wie auch andere Offiziere der britischen Kolonialarmee der damaligen Zeit interessierte er sich für Landeigentum. Um 1807 erwarb er ein kleines Stück Land bei Concord und 1810 erweiterte er seinen Landbesitz auf 1,5 km².

## Politik, Entdeckungsreisen und Landbesitz
Er war beteiligt am Widerstand gegen Kolonialregierungen, wie im Jahre 1807 gegen die von D’Arcy Wentworth und gegen Gouverneur William Bligh mit John Macarthur in der so genannten Rum Rebellion im Jahre 1808. In der regierungslosen Zeit nach dieser Rebellion hielt Lawson zu George Johnston und erhielt als Dank dafür 2,02 km² Land. 1810 musste er als Zeuge zum Prozess gegen Johnston nach England reisen. Lawson war nicht besonders in der Rum Rebellion engagiert und er kam deshalb bereits im Januar 1812 nach Sydney zurück und bekleidete anschließend einen Posten als Leutnant in der New South Wales Veterans Company. Wegen seines loyalen Verhaltens wurde er von Gouverneur Lachlan Macquarie wieder in den staatlichen Dienst übernommen. Diese Zeit nutzte Lawson zum Aufbau seiner so genannten Veteran Hall, einem Gebäude im frühen Kolonialstil mit 40 Räumen.

### Entdeckungsreisen
1813 bot Gregory Blaxland ihm und William Charles Wentworth an, ihn auf der Suche nach einer Route durch die Blue Mountains zu begleiten (Blaxland-Expedition). Seine Ausbildung zum Entdecker in England machten Lawson zu einem wertvollen Mitglied dieser Expedition. Seine exakten Berichte und Aufzeichnungen über Entfernungen und Reisezeiten waren die Voraussetzungen zum erfolgreichen Bau der späteren Straße durch die Blue Mountains. Für die erfolgreiche Erkundung erhielten die drei Entdecker je 4,05 km² Land (1000 Acres) im Westen der Great Dividing Range. Lawson wählte Land am Campbell River, unweit von Bathurst. Im Jahre 1819 wurde er zum Kommandanten der neuen Siedlung von Bathurst ernannt, wo er bis 1824 diente.
Von Bathurst aus unternahm Lawson drei wenig erfolgreiche Entdeckungsreisen auf der Suche nach dem Weg zu den Liverpool Plains. Es gelang ihm jedoch, das Gebiet von Mudgee für die landwirtschaftliche Nutzung zu erkunden. Lawson schrieb die Entdeckung des Cudgegong River zwar James Blackman zu, wies aber darauf hin, dass er selbst Mudgee entdeckt habe und 16 Kilometer weiter als Blackman vorgedrungen sei.
Lawson war erfolgreich bei der Erkundung und Besiedlung weiterer Gebiete Australiens. Er trieb als erster im Juli 1814 Rinder durch die Blue Mountains. Lawson begleitete im Jahre 1819 die Entdeckungsreise des Franzosen Louis de Freycinet, an der Naturwissenschaftler und Botaniker beteiligt waren. Im September 1822 entdeckte er das Kohlevorkommen im Westen der Great Dividing Range bei Hartley Vale.
Um seine Ländereien wirtschaftlicher zu nutzen, importierte er Merinoschafe und Schafe, Kurzhorn-Rinder und Vollblut-Pferde aus England.

### Erwerb von Landbesitz
Lawson erwarb große Ländereien im Mudgee-Distrikt: 24,28 km² auf dem Westufer des Cudgegong, wo er eine Niederlassung am Bombira Hill baute. Dieser Ort wurde das Zentrum seiner landwirtschaftlichen Aktivitäten. Weitere große Ländereien besaß er mit 101,17 km² am Talbragar River, 24,28 km² bei Bathurst, 12,14 km² in Roxburgh, 6,07 km² um Springwood bei Veteran Hall und weitere 647,50 km². Im Jahre 1824 ging er zurück zur Veteran Hall. Nachdem seine Frau im Alter von 47 Jahren am 14. Juli 1830 starb, verbrachte er seine Zeit ausschließlich auf Veteran Hall, um seine Söhne Nelson und William beim Aufbau und der Entwicklung ihrer australischen Farmen zu unterstützen.

## Gesellschaftliches Engagement
Er unterstützte die Presbyterian Church in Sydney und Parramatta. Er war Stadtrat und von 1843 bis 1848 Mitglied in dem erstmals gewählten Parlament für die Region Cumberland Plain in New South Wales. Zuerst stand er bei verschiedenen Anlässen in Opposition zur Regierung und gegen die Politik von Wentworth. Er unterstützte auch die Siedler nicht, die Land zu günstigeren Preisen erwerben wollten. Möglicherweise wurde er deshalb im Jahre 1848 nicht wieder ins Parlament gewählt.

## Ehrungen
Die Ortschaft Lawson in den Blue Mountains ist nach ihm benannt. Zum 150sten Jahrestag der Überquerung der Blue Mountains wurde im Jahre 1963 eine australische Briefmarke und 1993 eine Silbermünze herausgebracht, auf denen die Pioniere Blaxland, Lawson und Wenthworth abgebildet sind.